# Just for Laughs

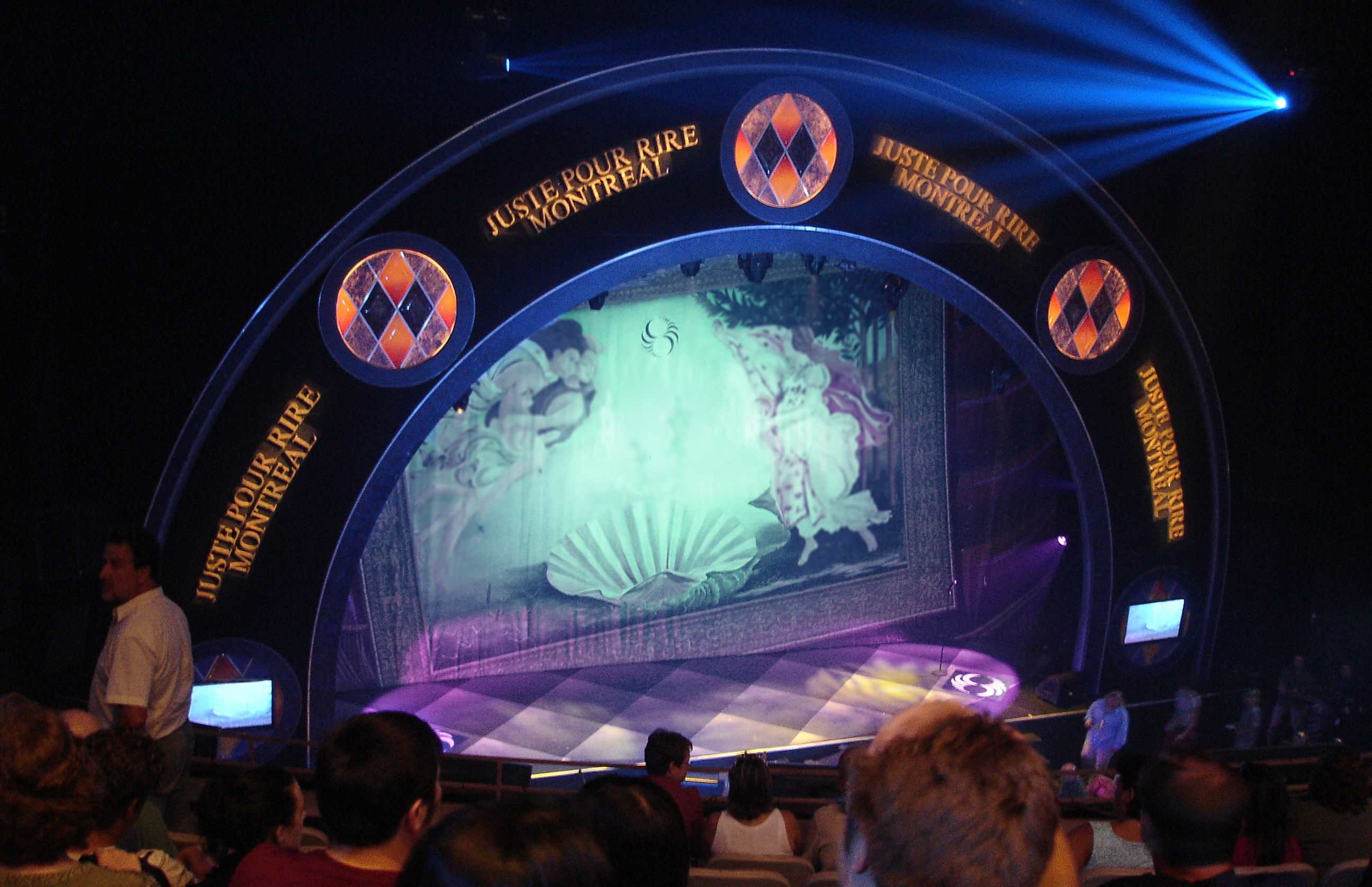
Interno del St. Denis Theatre di Montreal, palco nel 2005 del festival

Just for Laughs (in francese Juste pour rire) è un festival della commedia che si tiene ogni anno a Montreal, nel Québec, in Canada.

## Descrizione
Si tratta della maggior rassegna internazionale di commedie al mondo ed è nata il 14 luglio 1982, per iniziativa di Gilbert Rozon, come un evento di due giorni in lingua francese. 

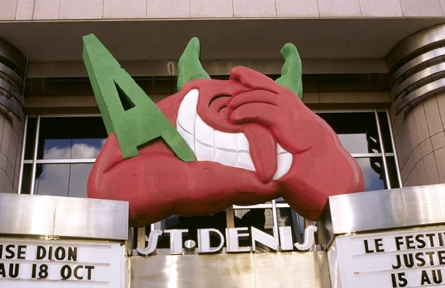
Victor, la mascotte del festival

Molti spettacoli del festival vengono regolarmente trasmessi sui canali televisivi quali CBC Television, The Comedy Network, TVA e YTV. Gli spettacoli presentano esibizioni di cabaret e talvolta includono scenette girate per le strade di Montreal.